# Iridopsis luciaria
Iridopsis luciaria är en fjärilsart som beskrevs av William Schaus 1897. Iridopsis luciaria ingår i släktet Iridopsis och familjen mätare. Inga underarter finns listade i Catalogue of Life.